# Samy Molcho

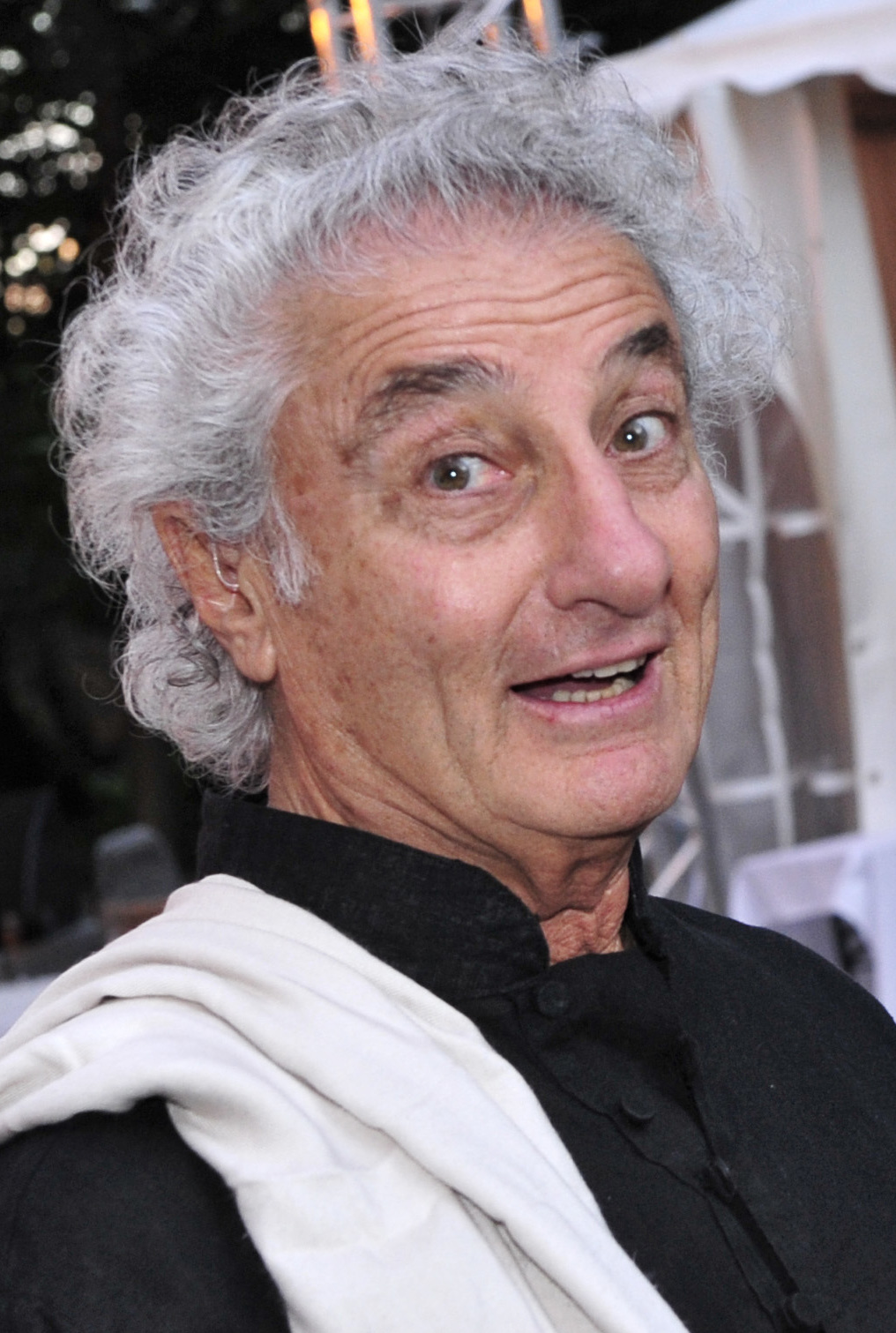
Samy Molcho (2011)

Samy Molcho (* 24. Mai 1936 in Tel Aviv) ist ein österreichisch-israelischer Pantomime und Autor. Er hat das Kommunikationsmittel Körpersprache in mehreren Büchern beschrieben und arbeitet auch als Regisseur, insbesondere für Musicals.

## Person
Molcho lebt seit 1960 in Wien und war bis 2004 Professor an der dortigen Universität für Musik und darstellende Kunst und am Max-Reinhardt-Seminar. Weltweit bekannt wurde er als Autor durch seine Bücher über Körpersprache, die in zwölf Sprachen übersetzt wurden und die Wirkung von Gestik und Mimik auf die zwischenmenschliche Kommunikation beschreiben.
Als junger Künstler hat Molcho die Pantomime erstmals um rein psychologische und dramatische Elemente erweitert. Er war im Kulturaustausch oft für Österreich unterwegs und veranstaltet seit 1980 die Internationale Sommerakademie für Pantomime und Körpersprache in Wien mit bis zu 200 Teilnehmern aus dem In- und Ausland.
Seit seinem 10. Lebensjahr steht Molcho auf der Bühne. Er studierte in Israel klassischen Tanz sowie dessen modernere Formen und die Technik der Pantomime. Nach der Schauspielschule war er ab 1952 Tänzer am Jerusalemer Stadttheater, vier Jahre später wurde er Solist für modernen Tanz in Tel Aviv. 1960 gab er seinen ersten abendfüllenden Pantomimeabend, der ihn auch international bekannt machte.
In seinen Büchern beschränkt sich Molcho nicht wie andere Autoren auf den Dialog oder das Verkaufsgespräch, sondern untersucht z. B. auch den Gang oder Interessantes für Ehepaare und die Familie. Nach seinen Untersuchungen werden 80 Prozent unserer Reaktionen und Entscheidungen durch nonverbale Kommunikation ausgelöst. Er wirbt daher für ein besseres Verstehen der Körpersprache und eine ganzheitliche Kommunikation.
Seit 1980 hält Molcho zu diesem Thema auch Vorträge und Seminare – unter anderem für Manager, Unternehmer, Politiker und Ärzte. Er beriet auch den österreichischen Bundeskanzler Alfred Gusenbauer bei seinen Auftritten für die Nationalratswahl in Österreich 2006. So konnte man Gusenbauer auf Wahlplakaten und im TV-Duell mit einstudierten Bewegungen und gezielt eingesetzter Körpersprache beobachten.
Samy Molcho ist seit 1978 mit der Gastronomin Haya Molcho verheiratet. Das Paar hat vier Söhne.

## Publikationen
- Körpersprache. Mit Fotografien von Thomas Klinger u. Hans Albrecht Lusznat. 1983, ISBN 3-442-17382-5.
- Magie der Stille. 1987, ISBN 3-570-00766-9.
- Körpersprache als Dialog. 1987, ISBN 3-570-02891-7.
- Körpersprache im Beruf. 1988, ISBN 3-576-10630-8.
- Partnerschaft und Körpersprache. 1990, ISBN 3-570-00958-0.
- Körpersprache der Kinder. 1992, ISBN 3-576-10043-1.
- Alles über Körpersprache. Mit Fotografien von Thomas Klinger. 1995, ISBN 3-576-10496-8.
- Körpersprache. (Video) 1995.
- Körpersprache der Kinder. (Video) 1997.
- Körpersprache der Promis. 2003, ISBN 3-442-39038-9.
- Körpersprache des Erfolgs. 2005, ISBN 3-7205-2656-9.
- ABC der Körpersprache. 2006, ISBN 3-7205-2841-3.
- SAMY MOLCHO LIVE. (DVD) 2006.
- Mit Körpersprache zum Erfolg 2.0. (DVD-ROM) 2007.
- ...und ein Tropfen Ewigkeit – Mein bewegtes Leben. 2007, ISBN 978-3-85002-612-3.
- Das 1x1 der Körpersprache der Kinder. 2008, ISBN 978-3-7205-4059-9.
- Mit Körpersprache zum Erfolg 3.0. (DVD-ROM) 2009.
- Umarme mich, aber rühr mich nicht an – Körpersprache der Beziehungen Von Nähe und Distanz. 2009, ISBN 978-3-424-20001-0.
- Samy Molcho – Lebenswerk. (DVD-ROM) 2013.

## Auszeichnungen
- 1987: Silbernes Ehrenzeichen für Verdienste um das Land Wien
- 1996: Österreichisches Ehrenkreuz für Wissenschaft und Kunst I. Klasse
- 2004: Großes Silbernes Ehrenzeichen für Verdienste um die Republik Österreich[4]
- 2008: Goldenes Ehrenzeichen für Verdienste um das Land Wien

## Zitat
”Was wir sind, sind wir durch unseren Körper. Der Körper ist der Handschuh der Seele, seine Sprache das Wort des Herzens. Jede innere Bewegung, Gefühle, Emotionen, Wünsche drücken sich durch unseren Körper aus.”
Samy Molcho